# Baldomir Zajc
Baldomir Zajc, slovenski inženir elektrotehnike, univerzitetni profesor, * 17. januar 1935, Ljubljana.
Zajc je diplomiral na ljubljanski Fakulteti za elektrotehniko v Ljubljani (FE) in prav tam 1975 tudi doktoriral. Strokovno se je izpopolnjeval v ZDA na Kalifornijski univerzi v Berkeleyju. Sprva je bil zaposlen v razvojnih laboratorijih  Iskrinega Zavoda za avtomatizacijo, nato na FE v Ljubljani, od 1985 kot redni profesor.
Med leti 1989 in 1993 je bil Baldomir Zajc dekan Fakultete za elektrotehniko v Ljubljani.